# Ascorri
Ascorri es un despoblado que actualmente forma parte de los concejos de Baroja (en su localidad de Baroja) y Loza, que está situado en el municipio de Peñacerrada, en la provincia de Álava, País Vasco (España).

## Historia
Apenas documentado y se desconoce el momento de su despoblamiento.